# Koninklijke Harmonie Eendracht
De Koninklijke Harmonie Eendracht Kortrijk-Aalbeke werd in 1947 opgericht als een fusie tussen de harmonie Deugd en Vreugd en de fanfare Sint-Cecilia.
De machtiging tot het dragen van de koninklijke titel kwam er echter pas in 1964. Vanaf 1960 stond het orkest onder de leiding van André Verleye, die Eendracht in de hoogste afdeling van de provincie West-Vlaanderen bracht. Hij werd in 1985 als dirigent opgevolgd door Werner Vandamme. Hij leidde de harmonie tussen 1985 en 2015.
Op 1 september 2015 werd Aaron Eggermont de nieuwe dirigent. Een hoogtepunt onder zijn leiding was in 2019 de Belgische première van de musical In de schaduw van Napoleon.
De harmonie kroonde zich in 2003 en 2005 tot Provinciaal Vlamo-kampioen in de superieure afdeling. De harmonie herbergt vandaag drie subgroepen: de Koninklijke Harmonie Eendracht (o.l.v.  Aaron Eggermont), de Jeugdharmonie Jong Eendracht (o.l.v. Stan Christiaens) en het Instaporkest De Mini's (o.l.v. Wannes Ghekiere). Karel François is de huidige voorzitter van de Raad van Bestuur.

## Dirigenten
- 1948-1960 Achiel Decock
- 1960-1985 André Verleye
- 1985-2015 Werner Vandamme
- 2015 - heden Aaron Eggermont